# 2.ª División de Infantería (Argentina)
La 2.ª División de Infantería (DI 2), llamada 2.ª División de Ejército hasta 1959, fue una división del Ejército Argentino en actividad desde 1917 hasta 1964, con asiento en La Plata y bajo la dependencia del Tercer Ejército.

## Historia
En 1905 se creó la 2.ª Región Militar a cargo del sur de Argentina.
En 1917 el alto mando creó divisiones de ejército para descentralizar la tarea de las regiones militares, bajo dependencia directa del Ministerio de Guerra. La 2.ª División de Ejército, con comando en Campo de Mayo, formaba con cuatro regimientos de infantería en dos brigadas (5, 6, 7 y 8), dos de caballería (2 y 10), el regimiento de artillería montado 2 y el regimiento de artillería de obuses 1.
La política del ministro de guerra, general de división Agustín P. Justo, ajustó la fuerza incrementando la organización militar. En 1923 el ejército pasó de sistema binario a sistema ternario, eliminó las brigadas de infantería y artillería para dar lugar a comandos de infantería y artillería de división. El Regimiento de Infantería 8 reorganizado pasó a la denominación de Regimiento de Infantería Montada 8.
La demanda regional al apoyo de sanidad motivó la construcción de hospitales militares. En 1928 quedó habilitado el hospital militar divisionario en Campo de Mayo. En 1943 los hospitales militares de división pasaron a la dirección general de Sanidad.
En 1936 trasladó el comando a la ciudad de La Plata cumpliendo el requerimiento de la provincia de Buenos Aires. El alto mando resolvió crear dos comandos de ejército (primero y segundo) para conducción superior, con asiento en Rosario y Mendoza, respectivamente. La 2.ª División quedó en el Primer Ejército con comando en Rosario. El Regimiento 8 de Infantería en Comodoro Rivadavia quedó encuadrado en la Agrupación Patagonia, con comando en la misma ciudad.
En 1960 la comando en jefe reorganizó la conducción superior en cuerpos de ejército, eliminando los comandos de ejército. La 2.ª División pasó al Primer Cuerpo de Ejército, con comando en Palermo, Capital Federal. La llegada de material motorizado al ejército motivó más cambios organizativos. En 1961 quedó organizada como 2.ª División de Infantería Motorizada. Así, en 1964 el mando reorganizó la fuerza en cuerpos y brigadas. Quedó disuelta la 2.ª División y fue creada la X Brigada de Infantería.

## Organización
- Comando de División de Ejército 2, La Plata[2]
- Comando de Infantería
  - Regimiento de Infantería 5, Bahía Blanca
  - Regimiento de Infantería 6, Mercedes
  - Regimiento de Infantería 7, La Plata
- Destacamento 2 de Exploración
- Comando de Artillería
  - Regimiento de Artillería 2

## Asientos
- Campo de Mayo  (1917-1931)
- La Plata  (1931-1964)